# Gabriele Kernke
Gabriele Kernke (* 1965 in Diepholz (Niedersachsen)) ist eine deutsche Illustratorin und Autorin.

## Leben
Gabriele Kernke ist in Drebber aufgewachsen. Bereits während ihrer Schulzeit (1972–1985) erhielt sie erste Anerkennungen für ihr künstlerisches Engagement. Nach dem Abitur am Graf-Friedrich-Gymnasium in Diepholz absolvierte sie von 1985 bis 1989 ein Kunststudium an der Hochschule für Künste in Bremen, das sie mit einem Diplom zur Grafik-Designerin abschloss. 1991 erhielt sie erste kleinere Illustrationsaufträge für Zeitungen und Magazine und für die Umschlaggestaltung eines Kinderbuches. Seitdem hat Gabriele Kernke zahlreiche Kinderbücher illustriert.

## Werke (Auswahl)
- Boris und die Bauklotzburg. Diogenes, Zürich 1992; ISBN 3-257-00727-2
- Bilder von Gabriele Kernke zu Büchern von Anne Fine bei Diogenes:
  - Ein Engel in der Schule. 1996 (auf Englisch: The Angel of Nitshill Road)
  - Ein total verrücktes Huhn. 1997 (auf Englisch: The Chicken gave it to Me)
  - Goldnebel. 1999 (auf Englisch: A Sudden Glow of Gold)
  - Kuh-Lotto. 1993 (auf Englisch: The Country Pancake)
  - Miss Charming. 2001 (auf Englisch: Charm School)
  - Punky Mami. 1998 (auf Englisch: Crummy Mummy and Me)
  - Quassel-Philipp. 2002 (auf Englisch: Loudmouth Louis)
  - Zaubernebel. 1995 (auf Englisch: A Sudden Puff of Glittering Smoke)
- außerdem Illustrationen/Bilder zu folgenden Werken:
  - Jana Frey: Lena und das verschwundene Kamel. Betz, Wien / München 2003; ISBN 3-219-11013-4
  - Jana Frey: Nur Mut! Geschichten von Jana Frey. (Vorlesegeschichten ab 3), [Red.: Birgit Macke], Ravensburger Buchverlag, Ravensburg 2002; ISBN 3-473-33043-4
  - Andreas Renoldner: Karoline und die Gespenster. Betz, Wien / München 2002; ISBN 3-219-11037-1
  - Jana Frey: Klar hat Lena Jakob gern. Betz, Wien / München 2001; ISBN 3-219-10972-1
  - Jana Frey: Lenas Weihnachtsüberraschung. Betz, Wien / München 2000; ISBN 3-219-10855-5
  - Andreas Renoldner: Karoline und die Gespenster. Betz, Wien / München 2000; ISBN 3-219-10826-1
  - Heinz Janisch: Josef ist im Büro oder der Weg nach Bethlehem. Betz, Wien / München 1998; ISBN 3-219-10756-7
  - Jana Frey: Klar hat Lena Jakob gern. Betz, Wien / München 1997; ISBN 3-219-10692-7
  - Heinz Janisch: Benni und die sieben Löwen. Betz, Wien / München 1995; ISBN 3-219-10601-3
  - Heinz Janisch: Ein Krokodil zuviel. Betz, Wien / München 1994; ISBN 3-219-10578-5

Ein paar der Bücher, die Gabriele Kernke illustriert hat, sind auch in dänischer, katalanischer oder koreanischer Sprache erschienen.